# Liliane Bettencourt
Liliane Henriette Charlotte Schueller, după căsătorie Bettencourt (n. 21 octombrie 1922, Paris, Île-de-France, Franța – d. 21 septembrie 2017, Neuilly-sur-Seine, Île-de-France, Franța) a fost o femeie de afaceri și filantropă franceză. A fost acționarul principal al companiei L'Oréal, și în februarie 2014 a fost desemnată de Hurun Report drept cea mai bogată femeie din lumea, cu o avere netă estimată la 34 de miliarde $. Conform clasamentului Forbes din august 2013, Bettencourt este cea mai bogată femeie din lume, cea mai bogată persoană din Franța și a 9-a cea mai bogată persoană din lume, cu o avere estimată de 30 de miliarde $.